# Sundaekorrar
Sundaekorrar (Sundasciurus) är ett släkte i familjen ekorrar med omkring 15 arter som förekommer i Sydostasien. De liknar praktekorrar i utseende men har vanligen en mindre påfallande pälsfärg. De flesta arterna har en grå, brun eller svartbrun päls på ovansidan och en ljusgrå eller vit undersida. Svansen är hos några arter mörkare än andra kroppsdelar. För övrigt varierar kroppsbyggnaden starkt. Vuxna exemplar är 13 till 29 cm långa (huvud och bål) och har en 7 till 29 cm lång svans. Små arter som slank ekorre väger 55 till 95 g och stora arter som hästsvansekorre väger 260 till 420 g.
Habitatet utgörs av den tropiska regnskogen. De besöker även buskskogar och odlingsmark. Sundaekorrar vistas vanligen i skogens medelhöga till höga delar. De äter vegetabiliska ämnen som frukter och nötter som kompletteras med leddjur.
Zoologerna är inte ense om antalet arter i släktet. Den följande förteckningen med två undersläkten och 15 arter är enligt Wilson & Reeder (2005):
- undersläkte Aletesciurus
  - Hästsvansekorre (Sundasciurus hippurus, I. Geoffroy 1831), Malakahalvön, Sumatra, Borneo
  - Sundasciurus philippinensis (Waterhouse 1839), Mindanao, Basilan
  - Sundasciurus mindanensis (Steere 1890), Mindanao och mindre öar i samma område
  - Sundasciurus samarensis (Steere 1890), Samar
  - Sundasciurus davensis (Sanborn 1952), Mindanao
  - Sundasciurus steerii (Günther 1877), Palawan och mindre öar i samma område
  - Sundasciurus juvencus (Thomas 1908), Palawan
  - Sundasciurus moellendorffi (Matschie 1898), Culion
  - Sundasciurus hoogstraali (Sanborn 1952), Busuanga
  - Sundasciurus rabori (Heaney 1979), Palawan
- undersläkte Sundasciurus
  - Lows ekorre (Sundasciurus lowii, Thomas 1892), Malakahalvön, Sumatra, Borneo
  - Sundasciurus fraterculus (Thomas 1895), Mentawaiöarna
  - Slank ekorre (Sundasciurus tenuis, Horsfield 1824), Malakahalvön, Sumatra, Borneo
  - Sundasciurus jentinki (Thomas 1887), Borneo
  - Sundasciurus brookei (Thomas 1892), Borneo

Dessa ekorrar hotas av regnskogens avverkning och populationen minskar för nästan alla arter. IUCN listar S. fraterculus som starkt hotad (Endangered), S. hippurus och S. moellendorffi som nära hotad (Near Threatened), S. davensis med kunskapsbrist (Data Deficient) och alla andra som livskraftiga (Least Concern).